# Tutleky
Tutleky település Csehországban, Rychnov nad Kněžnou-i járásban. Tutleky Synkov-Slemeno, Rychnov nad Kněžnou, Lupenice, Doudleby nad Orlicí és Kostelec nad Orlicí településekkel határos. Lakosainak száma 335 fő (2024. január 1.).

## Népesség
A település lakosságának változását az alábbi diagram mutatja:
| Lakosok száma | 536  | 533  | 536  | 398  | 328  | 346  | 343  | 349  | 348  | 335  |
|               | 1869 | 1900 | 1921 | 1961 | 1980 | 2011 | 2016 | 2019 | 2021 | 2024 |